# Die Frau in den Dünen (1964)
Die Frau in den Dünen (jap. 砂の女, suna no onna) ist ein japanischer Film des Regisseurs Hiroshi Teshigahara aus dem Jahr 1964. Das Drehbuch schrieb Kōbō Abe, basierend auf seinem gleichnamigen Roman von 1962, und die Hauptrollen spielten Eiji Okada und Kyōko Kishida.

## Handlung
Der Entomologe Niki Junpei begibt sich auf der Suche nach seltenen Insekten in eine einsame Küstengegend. Als er eine Unterkunft für die Nacht sucht, da er den letzten Bus zurück in die Stadt verpasst hat, wird er von einigen Dorfbewohnern zum Haus einer allein lebenden jungen Witwe gebracht, das in einer Senke unterhalb einer Klippe liegt und nur über eine Strickleiter erreicht werden kann. Die Frau bewirtet ihn und beginnt, während er sich zu Bett begibt, den durch jede Ritze eindringenden Sand zu beseitigen. Am nächsten Morgen muss er feststellen, dass das Haus nicht nur von der Klippe, sondern auch von unüberwindbaren Wanderdünen umgeben ist. Die Dorfbewohner haben inzwischen die Leiter hinaufgezogen, wodurch er das Grundstück nicht mehr verlassen kann. Von der Frau erfährt er, dass er zu ihrer Unterstützung festgehalten wird, da sie allein nicht gegen die ständig vordringenden Dünen ankämpfen könne, von denen auch das Dorf bedroht ist. Empört unternimmt er mehrere vergebliche Fluchtversuche, fesselt die Frau und verweigert die Kooperation, muss jedoch einsehen, dass sie von der Wasserversorgung durch die Dorfbewohner abhängig sind. Resigniert nimmt er den Kampf gegen den Sand schließlich auf.
Er und die Frau mit den so ganz anderen Ansichten über das Leben kommen sich näher und beginnen eine Affäre, die durch die Sehnsucht des Mannes nach Freiheit immer wieder getrübt wird. Eines Tages entdeckt er jedoch, dass sich im Boden zwischen den Dünen Wasser sammelt, das sich gewinnen lässt. Er beginnt, das Phänomen zu untersuchen. Die Frau wird schwanger und erkrankt. Der Mann holt Hilfe und die Frau wird von den Dorfbewohnern weggebracht. Als sich ihm dadurch endlich die Möglichkeit zur Flucht bietet, erkennt er, dass sein altes Leben ihm nichts mehr zu bieten hat, und er bleibt freiwillig im Haus in den Dünen zurück.

## Kritik
„Existenzialistische Metapher voller bildgewaltiger Symbolismen, die die Orientierungslosigkeit der japanischen Gesellschaft nach dem verlorenen Krieg, der Abdankung des Tenno und angesichts einer sich wandelnden Weltwirtschaft spiegelt. Ein Meilenstein des japanischen Kinos.“

„Symbolreicher japanischer Film über die Stellung des Menschen in der Welt, der dem Zuschauer viele Interpretationsmöglichkeiten offenhält. Für Leute, die sich auch im Kino etwas denken, sehr anregend.“

## Auszeichnungen
Die Frau in den Dünen erhielt bei den Filmfestspielen von Cannes 1964 den Spezialpreis der Jury. Bei der Oscarverleihung 1965 (offizielle Zählung 1964) war der Film als Bester fremdsprachiger Film nominiert, musste sich aber Vittorio De Sicas Gestern, heute und morgen geschlagen geben. Ein Jahr später erhielt Teshigahara für Die Frau in den Dünen eine Nominierung in der Kategorie Beste Regie.
In Japan erhielten sowohl Teshigahara als auch der Komponist Toru Takemitsu beim Mainichi-Filmfestival Preise, auch die künstlerische Leitung und der Film wurden ausgezeichnet. Dazu kamen zwei Kinema Junpo Awards als Bester Film und für die Beste Regie sowie zwei Blue Ribbon Awards in denselben Kategorien.

## Trivia
- Obwohl von Die Frau in den Dünen eine kürzere Kinofassung (123 Minuten) existiert, ist auf DVD und Blu-ray Disc ausschließlich der Director’s Cut mit einer Laufzeit von 147 Minuten erhältlich.
- Der Film war in Deutschland zunächst ab 18 Jahren freigegeben, für die DVD-Auswertung wurde er von der FSK auf 16 heruntergestuft.[1]
- Der sowjetische Regisseur Andrei Arsenjewitsch Tarkowski zählte Die Frau in den Dünen zu seinen Lieblingsfilmen.[2]